# チャド・オリヴァー
チャド・オリヴァー（Chad Oliver, 1928年3月30日 - 1993年8月10日）はアメリカ合衆国のSF作家、西部小説作家。
SF作家としては人類学テーマを得意とした。
名の"Chad"はかつて「シャド」とも表記されたが、現行表記「チャド」の方が原音には近い。姓の表記は「オリバー」とも。

## 経歴
オハイオ州シンシナティで生まれる。テキサス大学を卒業後、1952年に「ファンタジイ・アンド・サイエンスフィクション」誌からデビューした。以後は同大学で人類学を教える傍らSFを執筆。人類学者としてはアメリカ・インディアンを研究。テキサス州オースティンで没。

## 作品
本業でもある人類学を扱った作品が多い。作風はシリアスで、娯楽性よりもテーマ性を重視。長編第二作『太陽の影』が代表作と見なされている。中・短編はあまり日本語には訳されていないが、日本では人類播種テーマの『転移』（児童向け版『この宇宙のどこかで』）"Transfusion(1959)"やスターシップ・テーマの『吹きわたる風』"The Wind Blows Free(1957)"などの作品が比較的有名である。

## 著作リスト
- Mist of Dawn (1952) 『地球の夜あけ』（島朝夫訳、石泉社） 1956年
- Shadows in the Sun (1955) 『太陽の影』（小尾芙佐訳、ハヤカワ・SF・シリーズ） 1965年
- Another Kind (1955) 未訳短編集
- The Winds of Time (1958) 『時の風』（小泉太郎訳、ハヤカワ・SF・シリーズ） 1960年
- Unearthly Neighbors (1960) 『異星の隣人たち』（足立楓訳、ハヤカワ・SF・シリーズ） 1967年
- The Wolf is My Brother (1967) 未訳
- The Shores of Another Sea (1971) 未訳
- The Edge of Forever (1971) 未訳短編集
- Giants in the Dust (1976) 未訳
- Broken Eagle (1989) 未訳
- The Cannibal Owl (1994) 未訳
- A Star Above and Other Stories (2003) 未訳短編集
- Far from This Earth and Other Stories (2003) 未訳短編集

## 主要参考資料
- 『時の風』巻末、福島正実による解説
- Wikipedia英語版（en:Chad Oliver）、独語版（de:Chad Oliver）
- 翻訳作品集成＞チャド・オリバー(Chad Oliver)